# 定期保険
定期保険（ていきほけん）とは、生命保険のうち保障期間を契約時に定め、契約終了時の返戻金のないものを言う。いわゆる「掛け捨て保険」である。

## 概要
短期間のものは貯蓄性をほとんど有さないため、保険料は貯蓄性のある保険と比較して安い。期間は1～15年といった短期のものから、50～80年のような長期に及ぶものもある。後者の場合、保険金支払のための責任準備金が積み立てられる形になるため、一定の貯蓄性を有する。また定期保険の契約者が法人、または個人事業主の場合、保険料の一部が損金、あるいは必要経費として計算できる場合があるため、長期の定期保険の契約者には法人や個人事業主が多い。
なお1～15年といった短期の保険の場合、一定の年齢になるまでは、契約満了時に被保険者の当時の健康状態に関わらず、同じ期間で保険を更新できるようにしたものが多い。この場合、保険料は更新時の年齢で計算するため（年齢が上がるほど、一般的に死亡率が上がることから保険料は高くなる）、増加する。特に1～5年程度の短期保険は、自然保険料の増加曲線に沿った形で保険料が増えていく。

## 種類
定期保険の種類には、以下のようなものがある。
平準定期保険（普通定期保険）
- 契約時の保険金額が、契約満了時まで変動しないもの。

逓減定期保険
- 契約時の保険金額が、年を経るごとに一定金額まで減少していくもの。子供の養育費用、住宅ローン（団体信用生命保険等）等の借金といった、責任・債務の減少に沿って保険金額を減らす事ができるため、合理的とみなされることもある。保険料は一定であり、平準化が図られているため、加入初期のうちは平準定期保険よりも保険料が割安になる。

逓増定期保険
- 契約時の保険金額が、年を経るごとに一定金額まで増加していくもの。逓減定期保険同様、保険料は平準化が図られているため、加入初期は平準定期保険より割高となるが、保険期間の終了間際には割安となる。また、責任準備金が積み立てられる形になるため貯蓄性も有する。

## 定期保険特約
定期保険は単独で加入するものの他、終身保険や養老保険、アカウント型保険などの特約としてセットで加入する方法もある。終身保険とセットにしたものは定期保険特約付終身保険、養老保険とセットにしたものは定期保険特約付養老保険と呼ぶ。
定期保険特約付終身保険は、扶養家族のための一時的な高額保障と、終身の死亡保障を同時に確保でき、長らく生命保険会社の主力商品。

## 収入保障保険
定期保険の新しいパターンとして、保険金を分割（年金）形式で支払うようにしたものもある。おおむね2種類あり、平準定期保険の保険金を10年～15年など一定期間分割払いにするものと、保険期間満了時まで毎月または毎年一定の保険金額を受け取れる、というものがある。